# 岐阜工業高等専門学校
岐阜工業高等専門学校（ぎふこうぎょうこうとうせんもんがっこう、英:National Institute of Technology, Gifu College, NIT, Gifu College ：2014年度まではGifu National College of Technology，GNCT）は、岐阜県本巣市にある日本の国立高等専門学校である。1963年に設置された。略称は岐阜高専。校長は伊津野　真一。

## 概要

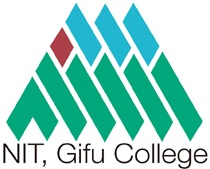
シンボルマーク

### 所在地
- 岐阜県本巣市上真桑2236-2

### 象徴
- シンボルマークは公募により採用されたものである。本校から遠くに望む山並みと広がる空をイメージとし、緑色は学科を、青色は専攻科を表し、この二つが一体となって、高く、大きく伸び広がる可能性を表現している[1]。
- 全国にある高専の中で唯一、校内に噴水がある。

## 教育目標

### 準学士課程
1. 広い視野を持ち、自立心と向上心に富み、教養豊かな技術者の育成
2. 基礎学力を身に付け、創造力、応用力、実践力を備えた技術者の育成
3. 国際コミュニケーション能力と先端情報技術を駆使する能力を備えた技術者の育成
4. 工学技術についての倫理観を有した技術者の育成
5. 教育研究活動を通じて社会へ貢献できる技術者の育成

### 専攻科課程
1. 得意とする専門分野をさらに深めるとともに、異分野を理解し複数の分野にまたがった思考力を備えた技術者の育成
2. 社会の要求するテーマを創造的に調査・企画・設計・計画し、継続的に解析・実行・改善できる問題解決能力を備えた技術者の育成
3. 的確な日本語と国際的に通用するコミュニケーション能力を備えた技術者の育成
4. 先端情報技術を駆使して専門分野のプログラムを構築する能力を備えた技術者の育成
5. 多様でグローバルな視点の倫理的判断ができ、技術者の社会的責任を理解して地域貢献できる技術者の育成

## 沿革
- 1963年4月 - 岐阜工業高等専門学校設立（機械工学科、電気工学科、土木工学科の3学科）。各務原市の旧各務原市立鵜沼中学校校舎を仮校舎とする。
- 1964年4月 - 仮校舎から本校舎へ移転
- 1965年4月 - 学生会発足
- 1966年12月 - 武道館設置
- 1967年4月 - プール設置
- 1968年1月 - 合宿所（凌雲荘）設置
- 1968年4月 - 建築学科設置
- 1972年3月 - 図書館センター設置
- 1974年4月 - 安藤記念館設置
- 1988年4月 - 電子制御工学科設置
- 1993年4月 - 土木工学科を環境都市工学科に改組
- 1995年4月 - 専攻科設置（電子システム工学専攻、建設工学専攻の2専攻）
- 2000年4月 - 電気工学科を電気情報工学科に改組
- 2000年12月 - マルチメディア教育棟設置
- 2004年4月 - 独立行政法人国立高等専門学校機構が設置する岐阜工業高等専門学校となる
- 2004年5月 - 専攻科「環境システムデザイン工学」が日本技術者教育認定機構認定プログラムに認定される[2]
- 2007年3月 - 平成18年度大学評価・学位授与機構による機関別認証評価認定
- 2011年11月 - インドネシア・バンドン工科大学と学術交流協定の調印
- 2012年7月 - マレーシア工科大学と学術交流協定の調印
- 2012年9月 - ドイツ・ハノーファー大学・数学物理学部と学術交流協定の調印
- 2013年4月 - アメリカ合衆国・アイオワ大学と学術交流協定の調印
- 2014年6月 - ウズベキスタン・トリノ工科大学・タシケント校と学術的交流協定の調印

## 設置学科

### 学科（準学士課程）
- 機械工学科 - M科 (Mechanical）[3]
- 電気情報工学科 - E科 (Electric）[4]
  - 電気電子工学コース - Eコース (Electric）
  - 情報工学コース - Jコース (Joho）
- 電子制御工学科 -D科(Denshi）[5]
- 環境都市工学科 - C科 (Civil）[6]
- 建築学科 - A科 (Architecture）[7]

### 専攻科（学士課程）
「環境システムデザイン工学」教育プログラムとして平成16年度にJABEE認定．当該プログラムを修了すれば技術士第一次試験応用理学部門の合格と同等であるとみなされる．
- 電子システム工学専攻 - S系 (System)
- 建設工学専攻 - K系 (Kensetsu)

なお、平成28年度より専攻科の再編が行われ、先端融合開発専攻 - Y系（Yugou）の1専攻のみとなる。

## 学生イベント

### 学園祭
- 学園祭は高専祭と呼ばれ、毎年10月第4週の土曜日から日曜日にかけての2日間開催される。学生会により企画されるステージイベント、第4学年の学生が、修得した知識や技術を応用して専門的な展示品を作りプレゼンテーションを行う、専門展と呼ばれるイベントの他、学科別・クラス別・クラブ別で模擬店などのイベントが行われる。[8] [9]

2021年以降の高専祭は、有志たちと、4年生の代表による出し物の出店。美術室での絵画の展示が行われている。

### 球技大会
- 毎年5月、10月に開催される。各クラスおよび教職員チームの計26チームが、ソフトボール、ソフトテニス、バレーボール、サッカー、バスケットボール、卓球および大縄跳びで競い合う。学生だけでなく教職員も参加するため、双方の交流の場ともなっている。

### 研修旅行
- 毎年11月に、第3学年は日帰り、第4学年は3泊4日で研修旅行に行く。旅行先として多いのは九州である。

### インターンシップ
- 夏季休暇中に、第4学年、専攻科第1学年はインターンシップを行う。実習後には報告会が開催される。

## 教育・研究環境
- 授業は90分を基本とし、1日3～4限で構成されている（1限：9：00～10：30、2限：10：40～12：10、3限：13：00～14：30、4限：14：40～16：10）。
- 休憩時間は10分であり、昼休憩は50分である。第1学年～第3学年は毎週月曜の4限目に特別活動の時間（45分）が設けられている。水曜は3限で終了し、その後学生会行事が行われることがある。
- 定期試験は第1学年～第4学年は年に4回、第5学年、専攻科は年に2回実施される。定期試験中の休憩時間は、移動やトイレに係る時間を考慮し、10分休憩が15分休憩になっている。
- ほぼすべての学生が高速一斉メール配信サービスに登録しており、教職員から学生のスマートフォン、携帯電話に連絡できるようになっている。
- 専門学科のほぼすべての教員が博士号を保有している。また、教育研究環境の主な資金となる科学研究費補助金の近年の採択件数は、全国の高専の中では多いほうである。（平成25年度：21件、平成24年度：23件、平成23年度：22件、平成22年度：12件、平成21年度：13件）[10]

## 卒業後の進路
- 本科、専攻科ともに、約6割が就職、約4割が進学（大学編入、大学院）となっている。本科からの就職が多い理由のひとつとして、大手企業では高専採用枠を設けているところが多く、大学では難関な企業に入ることが可能なことが挙げられる。[11]
- 環境都市工学科では、近年国家・地方公務員に入庁する学生が増加している。[12]
- 就職では、企業からの求人倍率は学科によって異なるが10～30倍と高い。進学では、主な進路は国立大学または岐阜高専専攻科がほとんどである。

## 大型プロジェクト
- 平成26年度　二国間交流事業（共同研究・セミナー）
  - 環境負荷の低減と災害に対する強靭性を 備えた都市インフラ整備（バンドン工科大学と共同でセミナーを開催）
- 平成26年度　大学教育再生加速プログラム（AP）
  - テーマⅠ（アクティブ・ラーニング）・テーマⅡ（学修成果の可視化）複合型
- 平成20年度　社会人の学び直しニーズ対応教育推進プログラム
  - 組込み系ディジタルシステム設計技術者育成プログラム
- 平成18年度　現代的教育ニーズ取組支援プログラム（現代GP）
  - e-Learning 促進における質の保証とサステイナビリティ

## 対外関係

### 他大学との協定

#### 国内大学
- 放送大学学園と単位互換協定を結んでおり、放送大学で取得した単位を卒業に要する単位として認定することができる[13]

## 国際交流
- 主に学術協定校との間で国際交流を積極的に行っている。近年では、毎年10名程度の専攻科生が夏季休業中に協定校へ短期派遣され、さらに協定校から海外の学生を10名程度短期で受け入れている。
- 受け入れる場合、派遣する場合においては、担当教員が学生の専門性を考慮して研究室を決定し、主にその教員の指導のもと教育研究活動を推進される。
- 平成27年度は、バンドン工科大学（派遣：3名、受入：3名）、マレーシア工科大学（派遣：2名、受入：3名）、トリノ工科大学タシケント校（派遣：2名、受入：2名）、ハノーバー大学（派遣：2名、受入：3名）、アイオワ大学（派遣：2名、受入：3名）、TYK Limited（海外に支店をもつ企業、派遣：2名）にて交流を行った。

## 歴代校長
- 初代：飯沼弘司　前岐阜大学工学部長　(1963年4月～1978年3月)
- 第2代：古屋善正　前名古屋大学工学部長　(1978年4月～1984年3月)
- 第3代：脇田仁　前岐阜大学工学部長　(1984年4月～1990年3月)
- 第4代：沖津昭慶　前岐阜大学工学部長　(1990年4月～1998年3月)
- 第5代：小﨑正光　前豊橋技術科学大学教授　(1998年4月～2006年3月)
- 第6代：榊原建樹　前豊橋技術科学大学教授　(2006年4月～2011年3月)
- 第7代：北田敏廣　前豊橋技術科学大学教授・環境生命工学系長　(2011年4月～2016年3月)
- 第8代：伊藤義人　前名古屋大学教授（2016年4月～2021年3月）
- 第9代：伊津野真一　前豊橋技術科学大学副学長・教授（2021年4月～）

## 施設

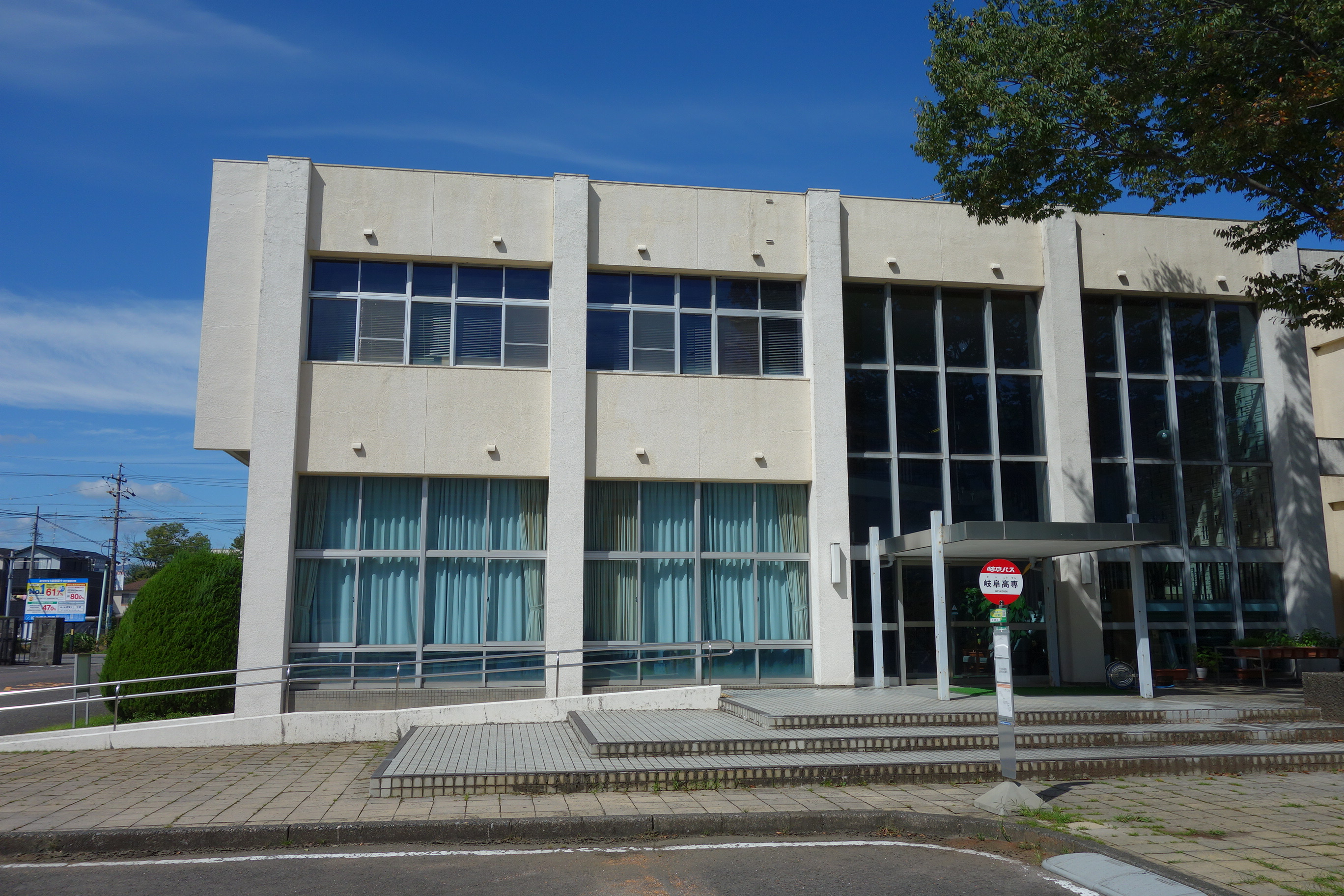
図書館棟

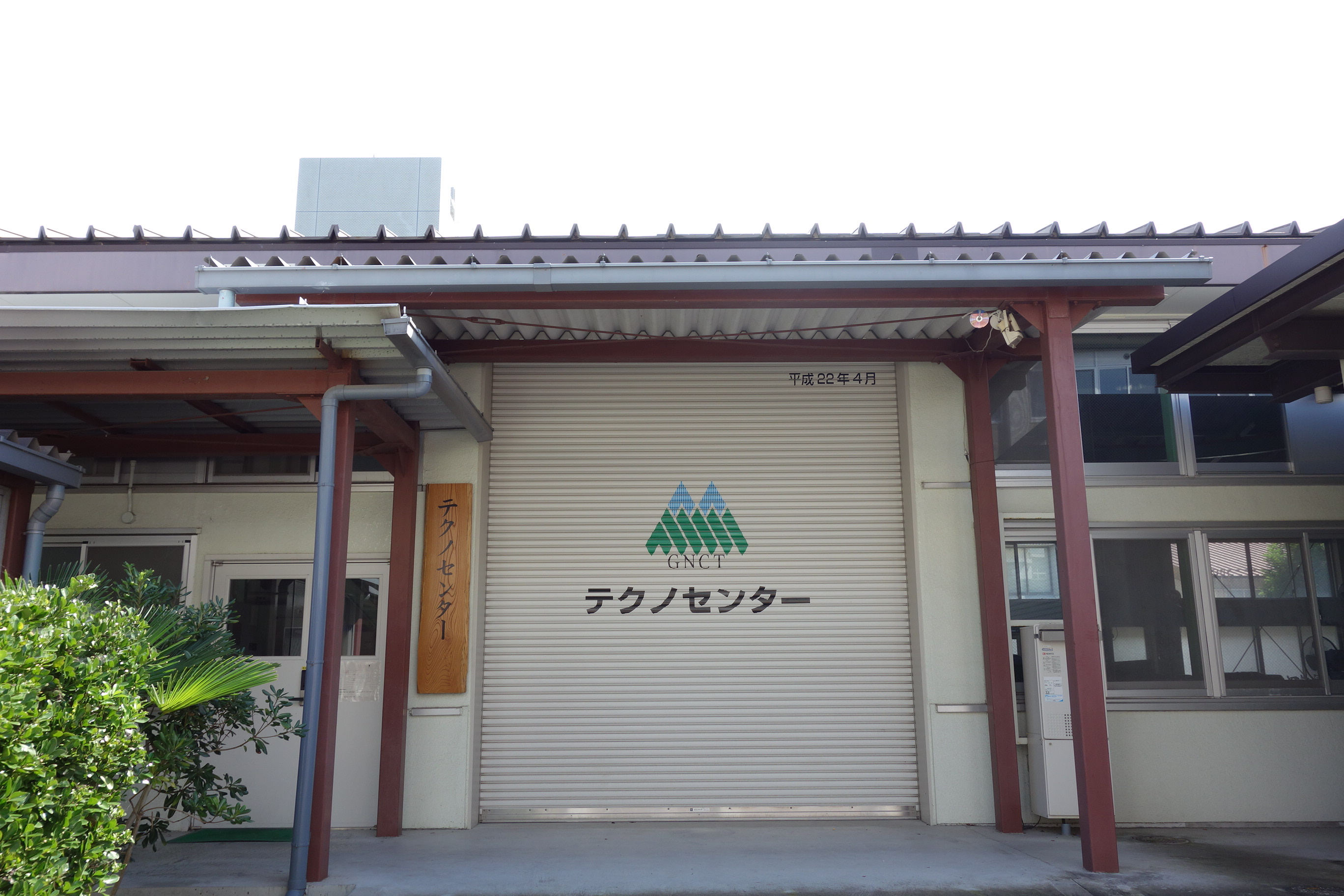
テクノセンター（実習工場）

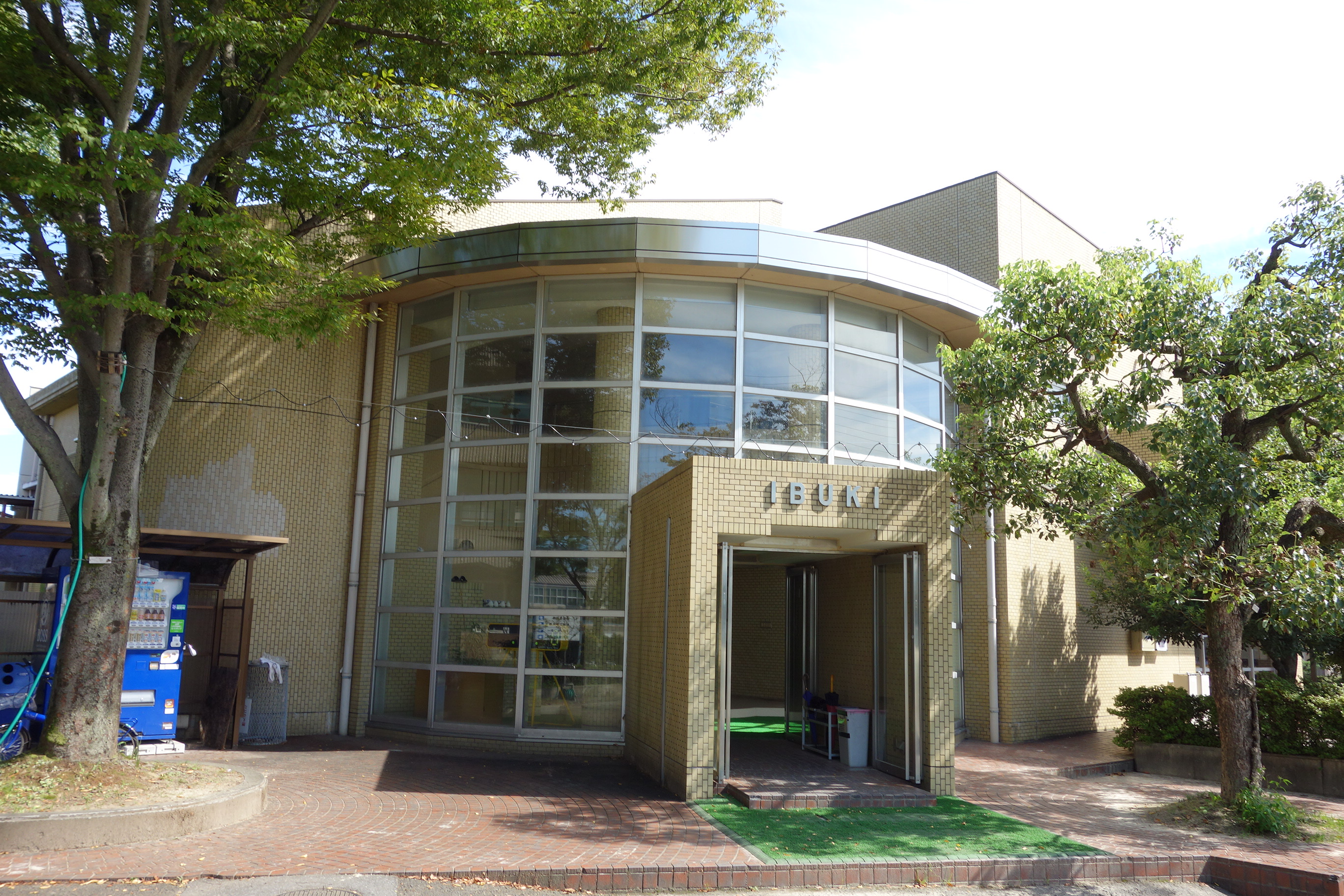
福利厚生施設「伊吹」

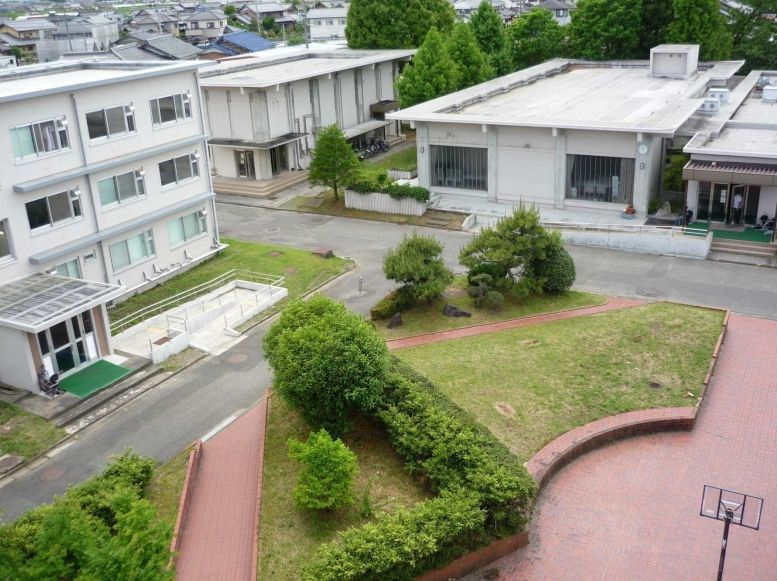
学生寮

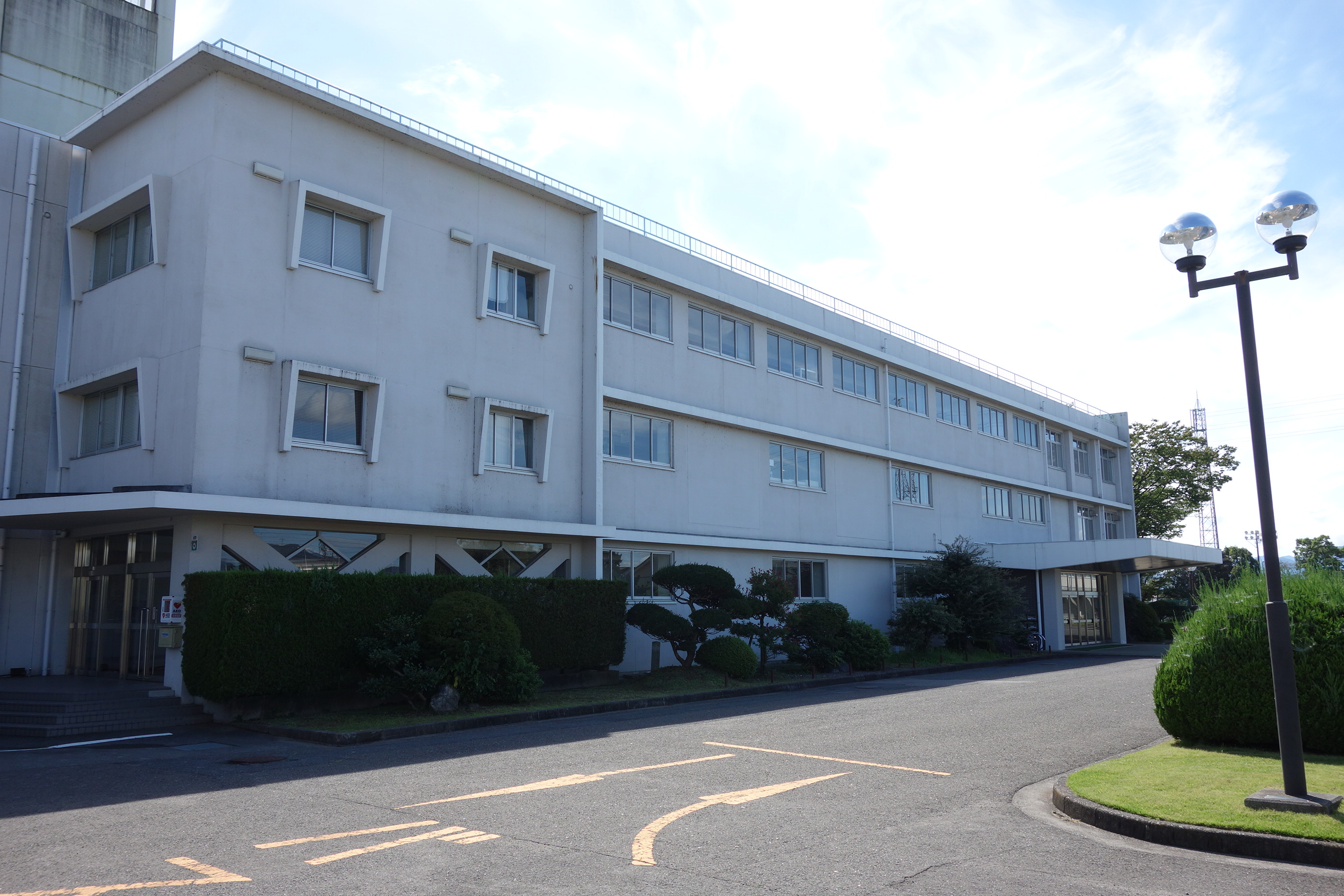
1号館
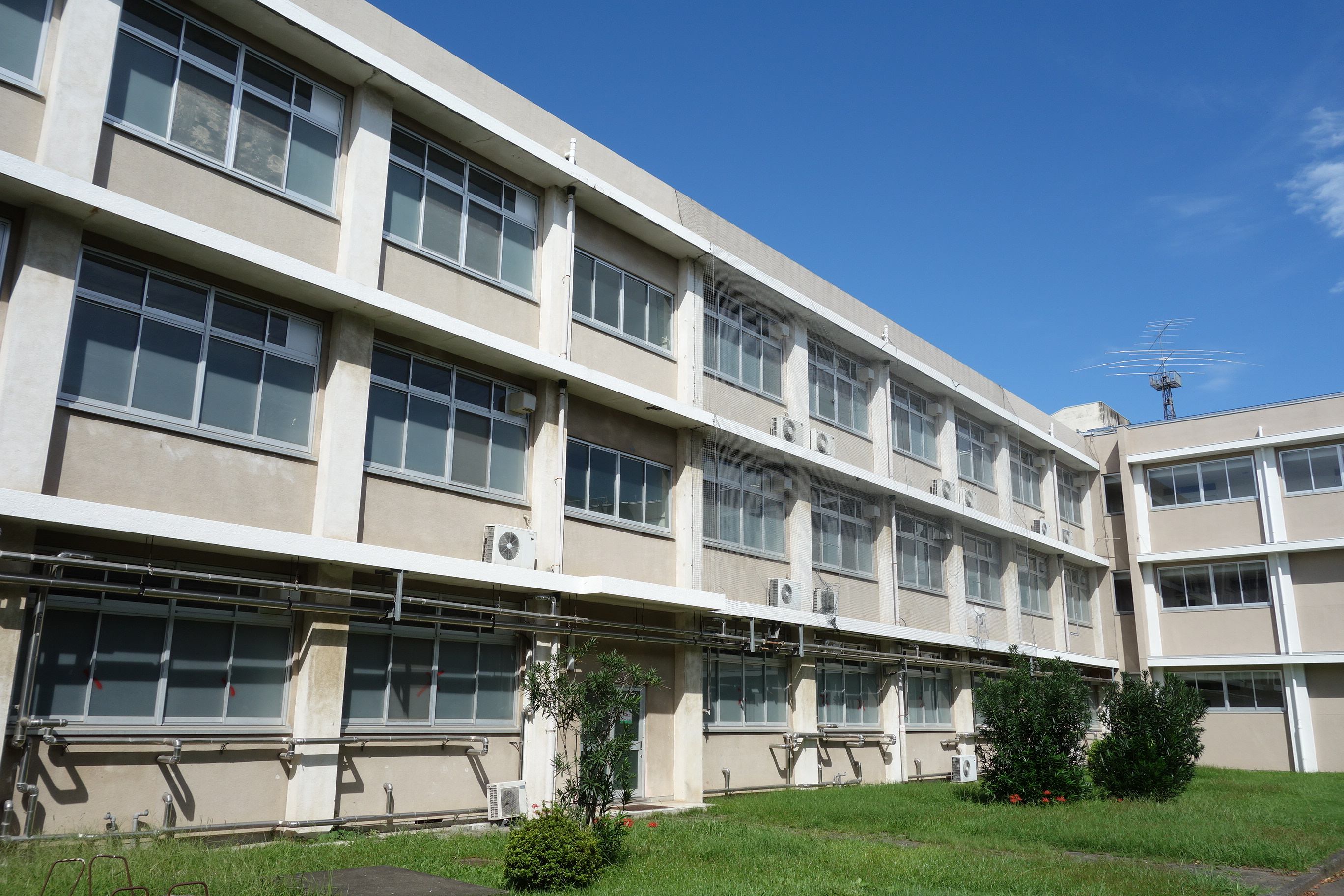
2号館
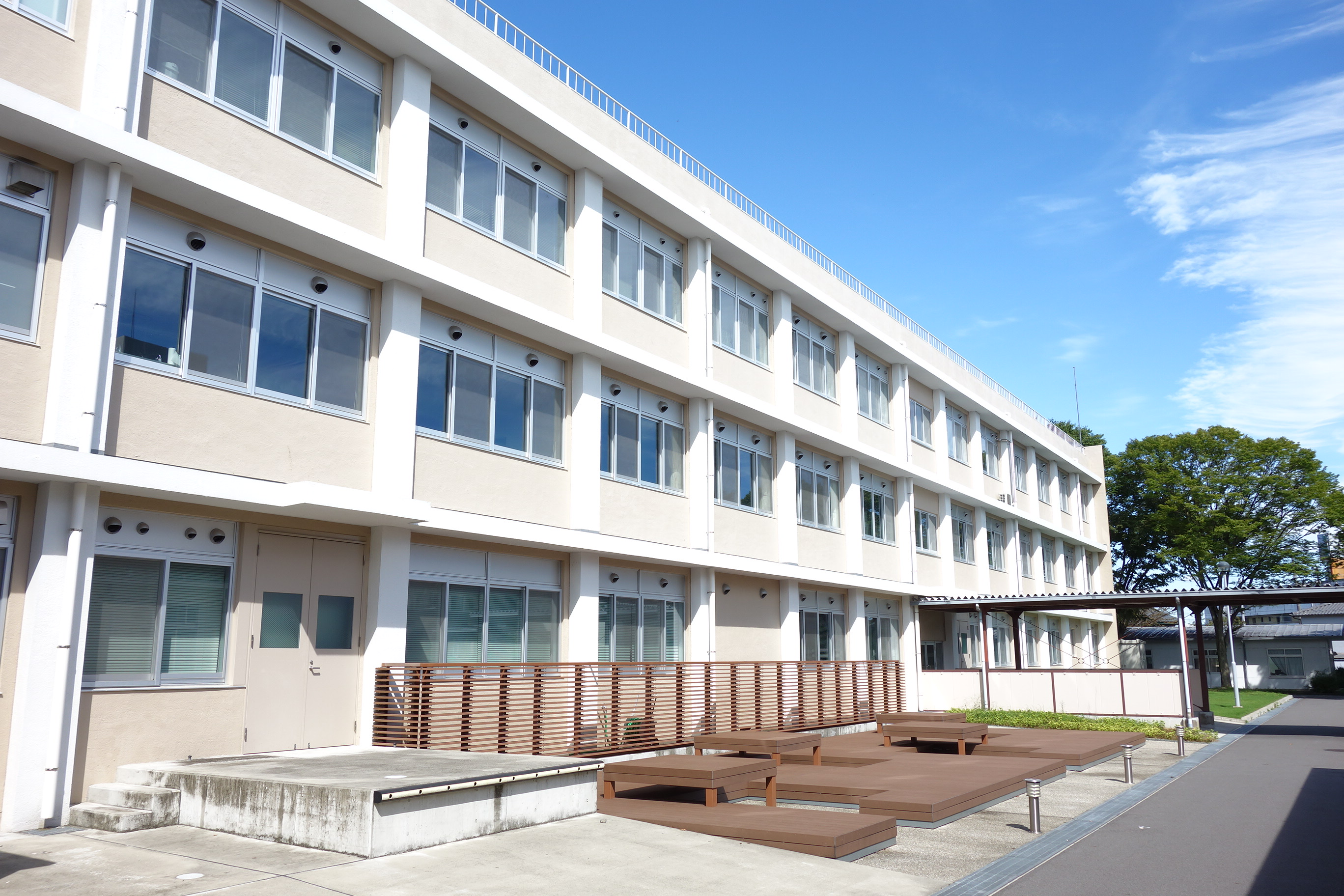
3号館
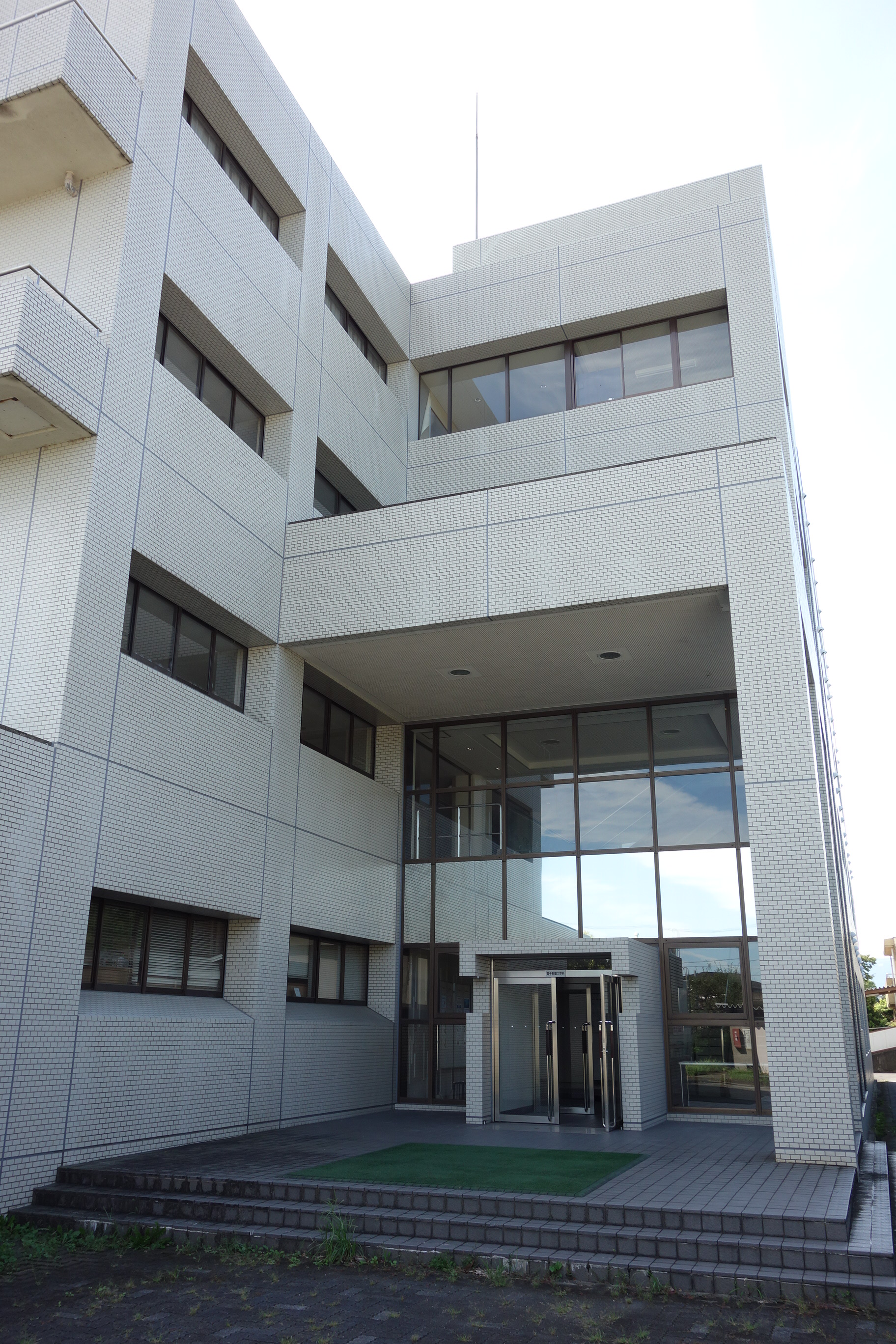
5号館
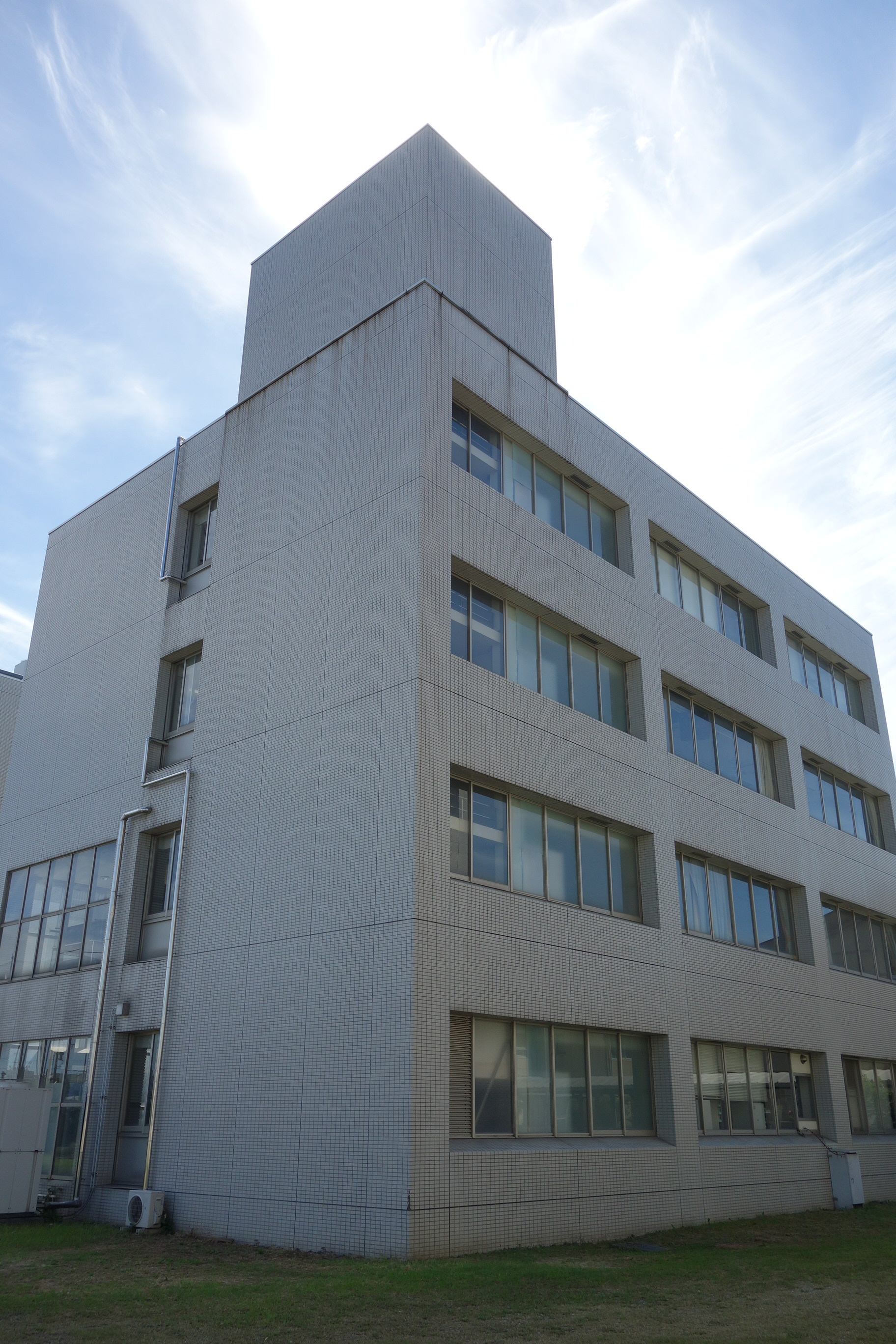
専攻科棟
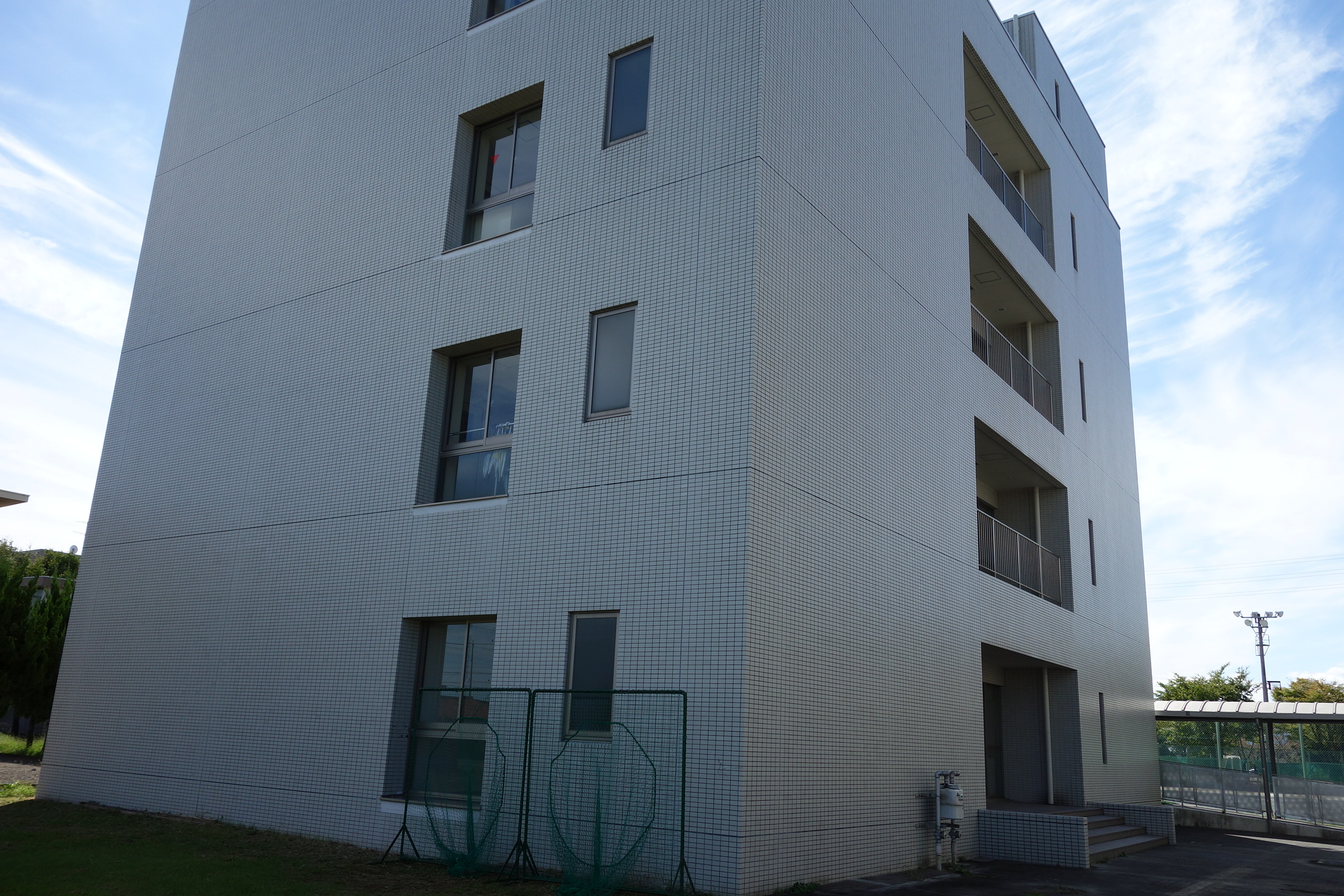
6号館
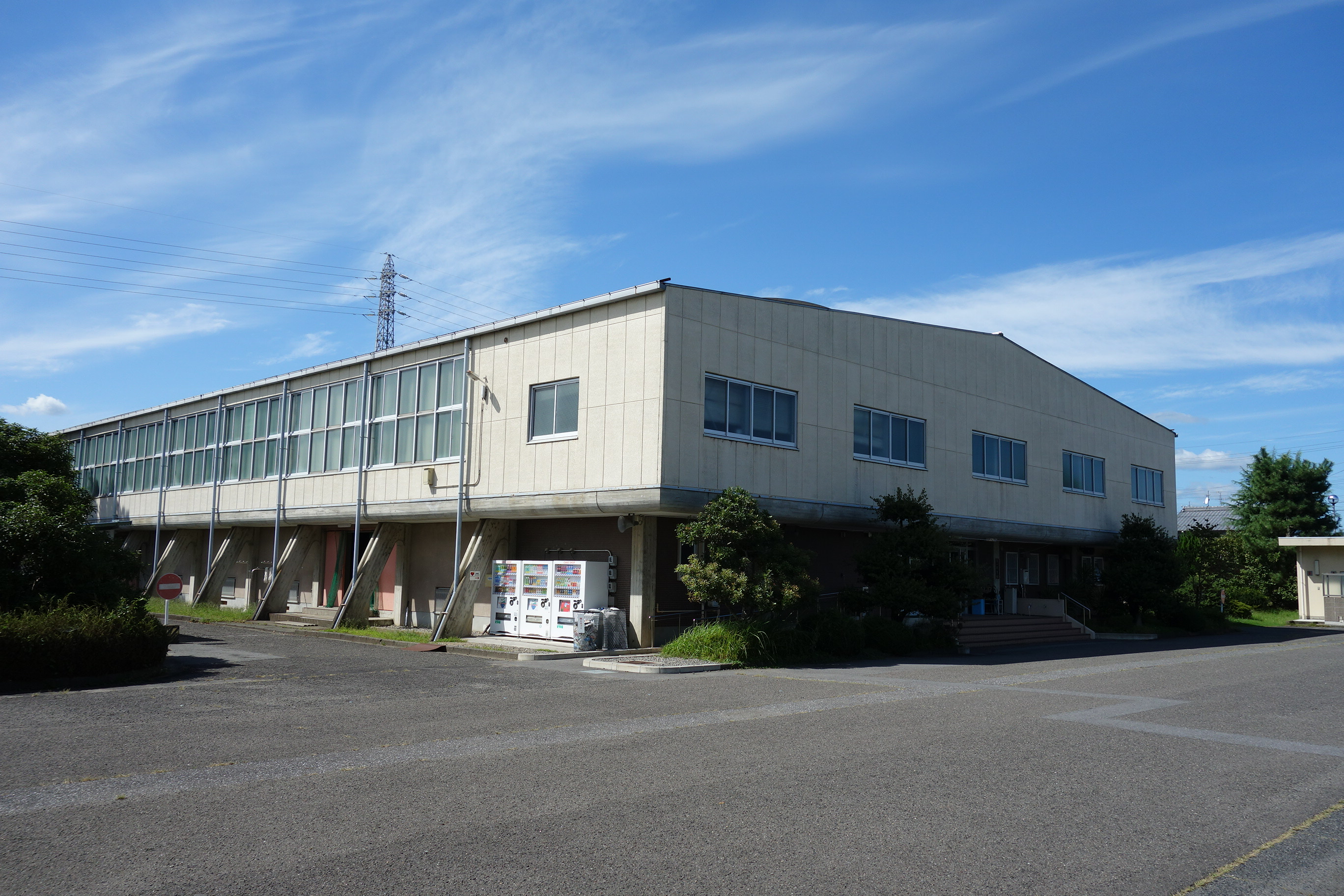
第一体育館
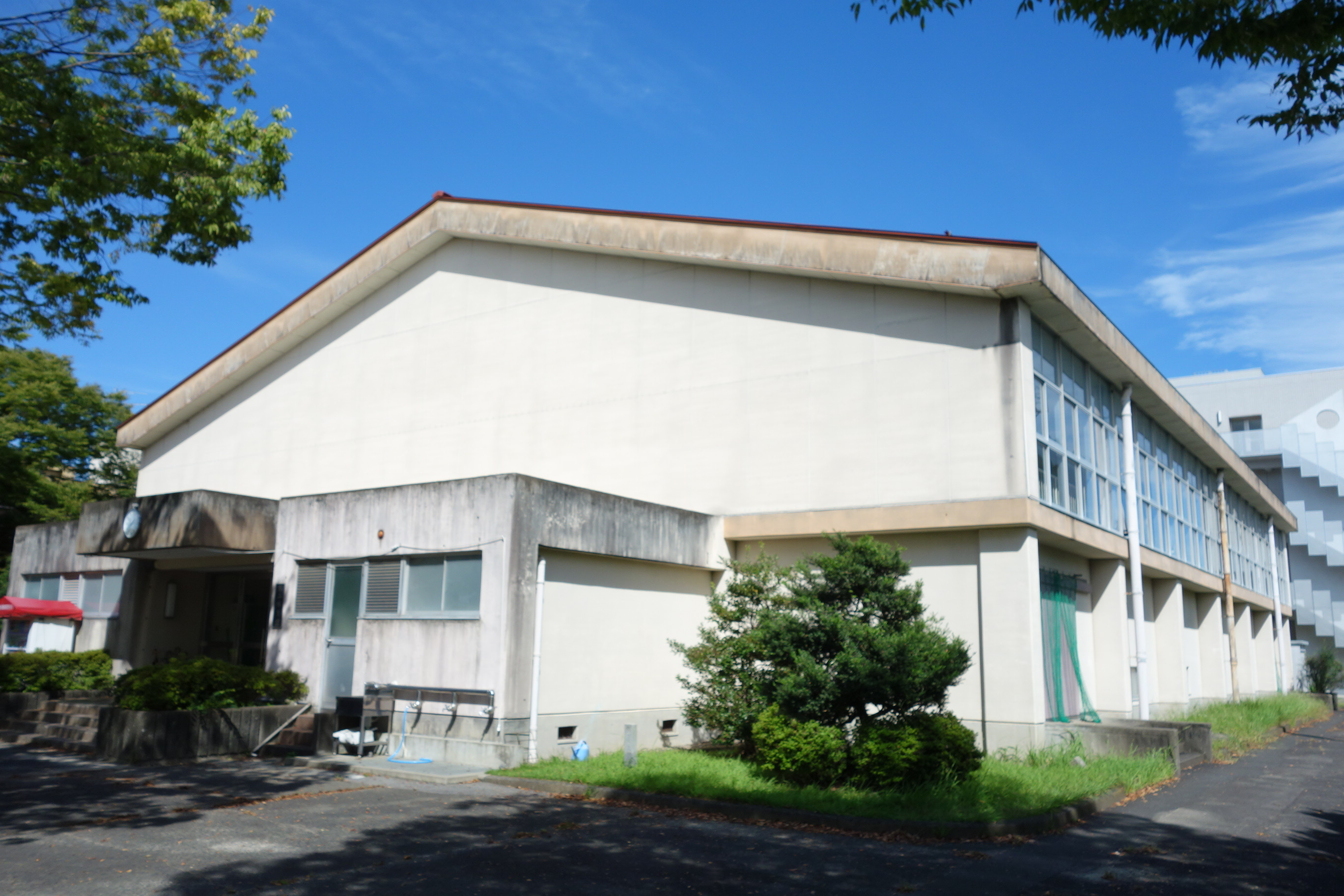
第二体育館

### 1号館
- 教室棟と呼ばれ、全学科の第一学年と第二学年の教室がある。
- 学生課と総務課、および一般科の教員室の多くが入居している本部棟である。

### 2号館
- 東側が電気情報工学科棟、西側が環境都市工学科棟となっており、両学科の事務や研究室、3年生と5年生の教室がある。
- 電気情報工学科以外の学生にはあまり知られていないが、授業で利用するMacの演習室がある。

### 3号館
- 東側が機械工学科棟、西側が建築学科棟となっており、両学科の事務や研究室、3年生と5年生の教室がある。
- 2019年時点で、建築学科棟の改装工事を行っている。

### 5号館
- 電子制御工学科棟と呼ばれ，電子制御工学科3年生と5年生の教室と研究室，事務室がある。
- 平成29年度にエレベーターが増設された。
- 学科棟の中で唯一教室棟やその他学科棟と繋がっていない。

### 専攻科棟
- 一般科含めそれぞれの学科の一部の研究室が入居している。
- 平成30年度に内部が改装され、オープニングイベントが開催された。

### 6号館
- マルチメディア教室棟と呼ばれており、各学科の4年生の教室がある。

### 図書館
- 専門書を中心に約9万冊の蔵書があり、文芸書や英語多読も配架している。新聞や雑誌、DVDを閲覧することも可能。学生・教職員だけでなく、地域住民にも一般開放されている。
- 開館時間は開講中の平日は8時半から20時まで、土曜日は9時から16時まで、長期休業中は8時半から17時まで、日祝日は休館である。
- 定期試験中は学生の試験勉強の利用で混み合っており、土日祝日でも開放されている。[14]

### 情報処理センター
- 図書館棟2階に位置する。情報処理教育、eラーニング、CAI（計算機支援による教育）、CAD（計算機支援による設計）教育、卒業研究、学術研究に利用されている。
- 演習室は3部屋あり、それぞれ50台のWindowsデスクトップPCが設置されている。
- 教員のPCは学生用とは別に各部屋1台用意されており、そこから一括で学生にデータを配信したり、画面を共有したりすることができるアプリケーションがインストールされている。
- 2014年度より、BlackBord[15]、Moodle[16]という学習支援サイトの活用が開始されている。

### マルチメディア教育棟
- 高学年の情報処理能力向上のために設置された棟である。第4学年の全学科・5教室があり、各教室50台のデスクトップPCが設置されている。
- 教室は黒板ではなくホワイトボードであり、教員用に各部屋1台のPCが設置されている。

### テクノセンター（実習工場）
- 地域連携活動、生産技術教育、学術研究、クラブ活動などのために、工作実習や加工設備の提供を行っている。また、センター利用講習会や公開講座も実施している。

### 体育館
- 第一体育館、第二体育館がある。入学式、卒業式等、学校のメインのイベントはすべて第一体育館で行われる。

### 学生食堂
- 伊吹1階に学生食堂があり、食堂営業時間外でも多目的空間として開放されている。
- 2014年度より食堂のランチメニューが拡充された。

### 売店
- パン、お菓子飲み物、文房具などが購入できる。岐阜高専オリジナルのレポート用紙も販売している。

### 学生寮
- 通学が困難な学生のために、学生寮（雄志寮）があり、男子寮はA寮、B寮（留学生寮）、C寮、D寮の4棟、女子寮は第1女子寮、第2女子寮の2棟となっている。
- 定員は298名であり、現在は250名程度が入寮している。
- 寮生活の指導や助言は寮務主事、寮務会議委員（いずれも教員）が中心となって行うほか、教員が交代で毎日寮に宿泊している。
- 居室には机・椅子・ロッカー・ベッド等が備えている。
- 第2学年まではほぼ2人部屋で生活することになるが、それ以降は1人部屋での生活となる。
- 費用は3食の食費、寮生会費等（ただし居室の光熱費は別）を含めて35,000円／月程度であり、賃貸マンション等よりもはるかに経済的である。
- 近年は国際交流の一環として海外からの短期留学生を受け入れていることから、春～夏の間約20名の留学生が滞在している。

## クラブ活動
- 主に上級生による指導のもと、精力的に行っている。教員はクラブ顧問を兼ねるが、直接の技術指導は少なく、安全管理面から支援する場合が多い。この点が高等学校や大学と異なる部分である。
- 特に運動系では陸上競技部、柔道部、ソフトテニス部、水泳部、バレーボール部、バスケットボール部、バドミントン部、卓球部、サッカー部が、文化系では囲碁将棋部、美術部、コンピュータ倶楽部が良好な成績を挙げている。[17]
- いくつかのクラブではホームページで活動内容を報告している。[18][19][20]
- 部及び同好会は、一定条件を満たすと新設できるため、部や同好会の数は年度によって増減することも多い。

### クラブ一覧

#### 運動系
- 陸上競技部
- サッカー部
- 硬式野球部
- ソフトテニス部
- バレーボール部

- バスケットボール部
- 卓球部
- 柔道部
- 剣道部
- 水泳部

- ハンドボール部
- テニス部
- バドミントン部
- ラグビー・フットボール部
- 応援部

#### 文科系
- 美術部
- 吹奏楽部
- 合唱部
- 落語研究会

- ESS
- 囲碁・ 将棋部
- ロボット研究会
- エコラン部

- コンピュータ倶楽部
- 写真部
- 演劇部
- 宇宙工学研究会

### 同好会一覧
- 空手同好会
- LEGO同好会
- 軽音楽同好会
- 天究同好会

- マジック同好会
- イラストレーション同好会

## 交通アクセス

### 鉄道
- 樽見鉄道
  - 大垣方面から
    - 樽見鉄道樽見線北方真桑駅またはモレラ岐阜駅で下車、徒歩約15分。朝7時～9時：20～30分間隔（下り：樽見方面）、その他は約1時間間隔。

### バス
- 岐阜バス
  - 岐阜方面から
    - 岐阜高専線：岐阜高専で下車、敷地内にバス停あり。平日朝夕のみ運行。
    - その他路線：モレラ岐阜・上真桑・高砂町で下車、徒歩15～20分。運行間隔は1時間。

  - 穂積方面から
    - 大野穂積線（大野バスセンター行き、穂積駅行き）：糸貫分庁舎・モレラ南口で下車、徒歩10分。運行間隔は1～2時間。

## 著名な出身者
- 片田敏孝 - 工学者、群馬大学大学院教授
- 菊池亜希子 - 女優
- 宇佐美晃三 - 政治家、大野町長